# مردی با آستین پنبه‌دوزی‌شده
مردی با آستین پنبه‌دوزی‌شده (انگلیسی: A Man with a Quilted Sleeve) اثری از نقاش ونیزی، تیسین است که در ۱۵۱۰ کشیده شده و در نگارخانه ملی لندن نگهداری می‌شود. اندازه این نگاره ۸۱٫۲ در ۶۶٫۳ سانتیمتر (۳۲٫۰ در ۲۶٫۱ اینچ) است. بااین‌که کیفیت این نقاشی همواره ستایش شده‌است، هویت سوژه نقاشی مورد بحث بوده‌است. دیرزمانی تصور می‌شد سوژه نقاشی، لودوویکو آریوستو است و بعد از آن، نقاشی را خودنگاره نقاش تلقی می‌کردند. در سال ۲۰۱۷ نگارخانه لندن آن را پرتره جرولامو (؟) بارباریگو نامید که همین‌طور بدون ذکر نام سوژه پرتره یک مرد خوانده می‌شد و عنوانی که در این‌جا آمده مردی با آستین آبی و بدون شک عناوینی دیگر.